# Бертилла
Бертилла Сполетская (Бертила; ок. 860 — декабрь 915) — супруга Беренгара I и королева Италии.

## Жизнь
Бертилла был членом влиятельной семьи Суппонидов. Она была дочерью Суппо II (ок. 835 — ок. 885) и Берты (умерла в 921 году). Её дедом по отцовской линии был Адельгиз I, герцог Сполето, второй сын Суппо I, а её тетей по отцовской линии была Ангельберга, жена короля Италии Людовика II.
Она вышла замуж за Беренгара, маркграфа Фриули, где-то между 870 и 880 годами. Беренгар стал королем Италии в 888 году, а Бертилла стала королевой. Тем не менее, её муж потерял трон в следующем году, уступив Гвидо Сполетскому. Беренгар начал восстанавливать свою власть в 896 году, после падения семьи Сполето и ухода императора Арнульфа с полуострова; однако поражение от мадьярской армии и решение итальянской знати назначить Людовика III королём Италии отложили формальное возвращение короля и королевы к власти до 905 года. В течение этого периода Бертилла часто упоминается в официальных документах Беренгара, особенно в связи с церквями и монастырями. В этих документах Бертилла называться consors regni («партнёр по правлению»), что ясно указывает на её власть и влияние, в отличие от coniunx («жена») .
В 915 году Беренгар стал императором запада, однако Бертилла не дожила до официальной коронации весной следующего года. Она умерла в декабре 915 года, вероятно, от отравления и, возможно, по указанию своего мужа. Примерно в это же время Бертилла была обвинена в неверности, хотя в тот период это обвинение часто выдвигалось против жён королей и часто маскировало более широкие политические интриги. Бертилла была также обвинена в получении совета от злой «Цирцеи». Тициана Лаззари предполагает, что это ссылка на Берту Тосканскую, жену Адальберта II, маркграфа Тосканы, которая была в открытой оппозиции правлению Беренгара . После её смерти Беренгар женился на Анне Прованской, дочери Людовика Слепого.

## Дети
У Бертиллы и Беренгара было несколько детей. К 908 году их дочь Берта была настоятельницей монастыря Святой Иулии в Брешии, где её тетя по отцу, Гизела, когда-то была монахиней. Их младшая дочь Гизела (ок. 880/885 — 13 июня 910/26 января 913) вышла замуж за Адальберта I, маркграфа Ивреи, и была матерью короля Италии Беренгара II.